# Membrillera
Membrillera település Spanyolországban, Guadalajara tartományban. Membrillera Jadraque, Casas de San Galindo, Espinosa de Henares, Cogolludo, San Andrés del Congosto és La Toba községekkel határos. Lakosainak száma 97 fő (2024).

## Népesség
A település népessége az utóbbi években az alábbiak szerint változott:
| Lakosok száma | 99   | 113  | 128  | 122  | 124  | 95   | 92   | 98   | 102  | 97   |
|               | 2001 | 2004 | 2006 | 2009 | 2011 | 2014 | 2016 | 2019 | 2021 | 2024 |